# Шиманська Станіслава Михайлівна
Станіслава Михайлівна Шиманська (7 квітня 1920, Одеса — 19 червня 2015, Одеса, Україна) — радянська і українська театральна актриса. Заслужена артистка УРСР.

## Біографія
Народилася 7 квітня 1920 року в Одесі.
Закінчила драматичне відділення Одеського театрального училища (1935—1939).
Служила в театрах СРСР: в Тирасполі (Молдавська РСР), у театрі оперети в Іжевську (Удмуртська АРСР) та ін.
З 1947 року — актриса Одеського академічного українського музично-драматичного театру імені В. Василька. За 75 років сценічної діяльності зіграла понад двісті ролей.
Зіграла кілька епізодичних ролей в фільмах Одеської кіностудії.
Була одружена з Борисом Зільберглейтом.
Померла 19 червня 2015 року в Одесі. Похована на 2-му християнському кладовищі.

## Фільмографія
- 1956 — Коні не винні — Марина
- 1957 — Орлятко — мати Валі
- 1959 — Зелений фургон — селянка
- 1973 — Хлопчину звали Капітаном — мама Яші Гордієнка
- 1974 — Посилка для Світлани — Віра Олексіївна
- 1976 — Відпустка, яка не відбулася — сусідка
- 1981 — Довгий шлях у лабіринті — сестра милосердя
- Нагороди
- Звання "Заслужений артист Української РСР".
- Орден "За заслуги" 3 ст.